# Morti nel 1210
| Questa pagina contiene informazioni ricavate automaticamente dalle voci biografiche con l'ausilio del template Bio e di un bot. L'aggiornamento è periodico e automatico e ricostruisce completamente la pagina. Se manca una persona in questa lista, sei pregato di non aggiungerla, ma accertati piuttosto che la sua voce biografica contenga il template Bio e che i dati anagrafici siano correttamente compilati. Se il template Bio manca, inseriscilo tu stesso o, in alternativa, metti l'avviso {{tmp\|Bio}} che ne segnala la mancanza. Se i dati riportati sono sbagliati, correggi direttamente la voce biografica; le modifiche saranno visibili in questa lista entro pochi giorni. Per chiarimenti vedi il progetto biografie. La lista contiene solo le 18 persone che sono citate nell'enciclopedia e per le quali è stato implementato correttamente il template Bio. Pagina aggiornata al 13 gen 2025. |

- 25 febbraio - Prepositino da Cremona, teologo e filosofo italiano
- 6 maggio - Corrado II di Lusazia, nobile tedesco
- 30 maggio - Roffredo dell'Isola, cardinale e abate italiano
- 17 luglio - Sverker II di Svezia, re (n. 1164)
- 30 novembre - Fiorenzo d'Olanda, vescovo cattolico olandese
- 14 dicembre - Soffredo, cardinale italiano
- Áonghas mac Somhairle
- Jean Bodel, poeta e giullare francese
- Matilde de Braose, nobile britannica
- Daniele di Morley, filosofo e astronomo britannico (n. 1140)
- Fakhr al-Dīn al-Rāzī, filosofo e teologo persiano (n. 1150)
- Liang Kai, pittore cinese (n. 1140)
- Lu You, poeta cinese (n. 1125)
- Chiarissimo I de' Medici, politico italiano
- Pandolfo da Lucca, cardinale e diplomatico italiano
- Uguccione da Pisa, vescovo cattolico italiano
- Qutb al-Din di Delhi, sultano
- William FitzAlan, I signore di Oswestry e Clun, nobile inglese